# Campyloneurum pascoense
Campyloneurum pascoense är en stensöteväxtart som beskrevs av R. M. Tryon och A. F. Tryon. Campyloneurum pascoense ingår i släktet Campyloneurum och familjen Polypodiaceae. Inga underarter finns listade.